# OSO18

OSO18（オソじゅうはち、2014年〈平成26年〉2月ごろ - 2023年〈令和5年〉7月30日）は、北海道東部の川上郡標茶町および厚岸郡厚岸町一帯において、2019年（平成31/令和元年）から2023年（令和5年）にかけて家畜（乳牛）を襲撃していた雄ヒグマ1頭のコードネーム。2019年（令和元年）7月に人間による唯一の目撃を伴って白昼に被害が発生した標茶町オソツベツの地名と、前足の幅が18センチメートルと推定されたことにより命名された。しかし、追跡中調査中に発見された鮮明な足跡は17センチメートル、捕獲後の報道では20センチメートルと、足の寸法には幅がある。

## 行動
2019年（平成31/令和元年）から2023年（令和5年）6月末までに標茶町と厚岸町でOSO18に襲われたとみられる牛は、残された体毛のDNA分析などから合計66頭と推定され、うち32頭が殺された。生前の写真は夜間に自動撮影されるなどした3枚と、2023年（令和5年）6月に撮影されたカラー写真1枚のみ。足跡から行動ルートを推定して、ハンターが朝夕待ち伏せたが捕捉できておらず、まるで鳥獣保護法で夜間の猟銃発砲が禁じられていることを知っているような用心深さと評している。放牧牛を狙うが、2022年（令和4年）に入り襲撃場所が牛舎や民家に近づいていた。
2022年（令和4年）7月の襲撃例では、殺した牛の内臓をその場で食べ、翌朝に約100メートル離れた沢まで引きずって行って肉も食べるなど、餌に執着するヒグマならではの習性も見てとれる一方、2023年（令和5年）では牛のロースのみを食べる偏食パターンも見せ、混乱を生んでいた。また、罠を回避して餌を摂食することから高度な知能を持つこと、食べ残した肉を放置することから殺戮を楽しんでいることも噂された。
福井県立大学などの研究チームは、OSO18を含むヒグマ約600体の死骸の骨を炭素・窒素安定同位体分析などで調査した結果、OSO18など標茶町周辺にはエゾシカなどを捕食して肉食傾向が強い個体が多いことが判明した。

## 経歴

### 被害の始まりと拡大
OSO18による被害が最初に確認されたのは2019年（令和元年）7月16日で、標茶町オソツベツ地区でのことであった。牧草地付近の斜面に殺害された牛の遺骸が転がっており、発見した牧場主が足を滑らせ声を発した際、藪からヒグマが逃走する様子を目撃した。その後、当該個体はしばらく姿を現すことなく、現場に残された体毛と足跡のみが手掛かりとなった。同年9月18日までに28頭の牛を襲撃したものの、9か所の現場で採取された体毛の多くには他の動物の体毛が混入しており、またDNAの抽出を可能とするほど良好な保存状態を持つサンプルにも限りがあり、DNAが採取されたのは2か所の現場のみであった。しかし2か所で同一のDNAが検出されたことにより、一連の牛の被害が同一のヒグマによりもたらされた可能性が2019年の時点で浮上した。
2020年（令和2年）にも5頭の牛が死亡した。被害が発生した5か所からは前年と同一個体のヒグマのDNAが検出された。標茶町の猟友会と自治体が協力して痕跡調査や巡視を実施していたものの発見・捕獲には至らず、2021年（令和3年）には厚岸町にも被害範囲が拡大した。被害が広域化したことから、同年11月には北海道庁釧路総合振興局を事務局として対策会議が発足した。北海道庁は同時に、捕獲の実務を担うOSO18特別対策班を組織し、南知床・ヒグマ情報センターの藤本靖が指揮を執った。対策会議はOSO18の体毛を採取するための複数のヘアトラップを設置し、後にこれが自動カメラでの撮影に繋がった。
翌2022年（令和4年）には厚岸町営牧場が総延長20キロメートルに及ぶ電気柵を設置し、OSO18および他のヒグマの侵入を防除した。

### 乳牛「リオン」との戦い、狩りの失敗
2022年（令和4年）8月20日には、OSO18は厚岸町内の牧場で体重500キログラムの乳牛を襲撃したものの、捕食に失敗している。襲撃された乳牛リオンは気性の荒い個体であり、両肩に噛み跡が残され全身が泥に塗れていたものの生還。切除されていない角の先端にはOSO18の体毛が付着していた。このためOSO18はリオンによる抵抗を受けて負傷したと推測された。これ以降2022年（令和4年）にOSO18による被害は確認されておらず、翌年にも鳴りを潜めることとなった。リオン襲撃失敗以降に確認された被害としては、2023年（令和5年）6月24日に標茶町の牧場で1頭の乳牛の遺骸が発見されたのみであった。

### 駆除
2023年（令和5年）6月25日、標茶町内の町有林にて初めて昼間のカラー撮影に成功し、体毛のDNA型鑑定により写真に写る個体がOSO18であると断定された。写真から分析された体格は体長約2.2メートル、体高約1.2メートルと、想定されていた体格とほぼ一致している。
北海道はハンターによる銃猟では察知されて逃げられる可能性が高いことから、当初は罠による無人での捕獲を目指していたが、同年7月30日に釧路管内釧路町仙鳳趾村オタクパウシの牧草地でハンター（釧路町役場農林水産課職員）の三発の銃弾によって駆除され、同年8月21日に広く報道された。釧路総合振興局もOSO18と同一個体であることを確認したと同月22日に発表した。
駆除したハンターにとって初めて駆除したヒグマであり、記念として頭部を剥製にしようとしたが、銃弾で頭蓋骨がバラバラになっていたため、剥製にはできず、牙以外の部位は処分された。
遺体の一部は食用の肉として北海道白糠郡白糠町にある精肉加工会社にて加工された後に流通した。ここに持ち込まれた時の写真では、脚にワイヤ痕が写っており、藤本はエゾシカ用の罠にかかり動けなくなっていたのではないかと推測している。業者によると「胃の中はからっぽ。体毛は極端に薄かった。高齢のヒグマだなという印象だった」という。駆除後に回収された犬歯のサンプルから、北海道立総合研究機構はOSO18の年齢を約9歳6か月と推定した。
肉は28万円で釧路の通販業者が買い、一部は東京都内のジビエ専門料理店で炭火焼として、一部は8月24日夜に釧路市内のジビエ料理店にて味噌煮込みとして調理され、一部のインターネット通販サイトでも熊肉として出品された。また手足は別に中国人が購入していった。また、
OSO18の駆除が報道されると、標茶町役場などには道外などから抗議の電話が殺到した。同年9月26日、北海道は公式X（旧：Twitter）を通じて注意喚起を行う一方、人身事故や農業被害を防ぐためハンターや捕獲制度に理解を求めた。翌々日の9月28日までにインプレッションが1900万回を超え、道の呼びかけに賛同したり、理解を示したりする反応が多く寄せられる結果となった。

## 影響
北海道で熊害が広域化・深刻化している一方でハンターの減少など対応力が衰弱していることが改めて認識され、北海道庁は「ヒグマ専門人材バンク」を設置した。

## 扱った番組
- クローズアップ現代 謎のヒグマ「OSO18」を追え!（2022年9月21日、NHK総合）
- NHKスペシャル「OSO18 〜ある“怪物ヒグマ”の記録〜」（2022年11月26日、NHK総合）[29]
- 北海道道「OSO18を追う男たち」（2023年5月26日、NHK総合）[30]
- NHKスペシャル「OSO18 “怪物ヒグマ”最期の謎」（2023年10月15日、NHK総合）

## 登場作品
- 安島薮太『クマ撃ちの女』[31]
- 荒川弘『百姓貴族』

## 参考資料
- 川畑直也「牛を襲うヒグマ「OSO18」と酪農地帯の環境変化」『日本放送協会』2021年10月15日。オリジナルの2021年11月18日時点におけるアーカイブ。2022年2月2日閲覧。
- 本間浩昭「コードネームは「OSO18」 牛襲うヒグマ、忍者並みの警戒心」『毎日新聞』2021年9月12日。オリジナルの2022年1月4日時点におけるアーカイブ。2022年2月2日閲覧。
- “牛65頭殺傷の最凶ヒグマ「OSO18」 動物愛護団体らからの抗議でハンターが動けない不条理”. デイリー新潮. 2022年9月21日閲覧。
- “牛を襲う 謎のヒグマ「OSO18」とは なぜ被害が? 追跡取材で迫る”. クローズアップ現代 - NHK. 2022年9月21日閲覧。
- “忍者ヒグマ「OSO18」闇夜にまぎれ、わなを素通り 乳牛65頭に牙”. 産経ニュース. 2022年9月24日閲覧。
- “リアルな狩猟描写が話題の漫画「クマ撃ちの女」 作者が語る本当の怖さと怪物ヒグマ「OSO18」の“正体””. AERA dot.. 2023年8月22日閲覧。